# Lijst van Nederlandse deelnemers aan de Olympische Zomerspelen van 1996
Dit is een lijst van Nederlandse deelnemers aan de Olympische Zomerspelen van 1996 in Atlanta.
| Olympiër                       | Sport        | Onderdeel                                                                                          | Ervaring  |
| ------------------------------ | ------------ | -------------------------------------------------------------------------------------------------- | --------- |
| Pepijn Aardewijn               | roeien       | lichte dubbeltwee                                                                                  | debutant  |
| Stefan Aartsen                 | zwemmen      | 100m vlinderslag 200m vlinderslag 4x100m wisselslag                                                | debutant  |
| Pieter van Andel               | roeien       | dubbelvier                                                                                         | debutant  |
| Tessa Appeldoorn               | roeien       | Holland-acht                                                                                       | debutant  |
| Marcel Arntz                   | wielrennen   | mountainbike                                                                                       | debutant  |
| Ludmilla Arzhannikova          | boogschieten | individueel                                                                                        | debutant  |
| Madelon Baans                  | zwemmen      | 200m wisselslag 4x100m wisselslag                                                                  | debutant  |
| Jarich Bakker                  | wielrennen   | ploegachtervolging                                                                                 | debutant  |
| Johnny Balentina               | honkbal      | team                                                                                               | debutant  |
| Tineke Bartels-de Vries        | paardensport | dressuur                                                                                           | 4e Spelen |
| Michiel Bartman                | roeien       | Holland-acht                                                                                       | debutant  |
| Madelon Beek                   | softbal      | team                                                                                               | debutant  |
| Petra Beek                     | softbal      | team                                                                                               | debutant  |
| Peter Blangé                   | volleybal    | team                                                                                               | 3e Spelen |
| Femke Boelen                   | roeien       | Holland-acht                                                                                       | debutant  |
| Cintha Boersma                 | volleybal    | team                                                                                               | 2e Spelen |
| Manon Bollegraf                | tennis       | dubbelspel                                                                                         | debutant  |
| Dillianne van den Boogaard     | hockey       | team                                                                                               | debutant  |
| Giel ten Bosch                 | honkbal      | team                                                                                               | debutant  |
| Floris Jan Bovelander          | hockey       | team                                                                                               | 3e Spelen |
| Bart Brentjens                 | wielrennen   | mountainbike                                                                                       | debutant  |
| Erik Breukink                  | wielrennen   | wegwedstrijd wegtijdrit                                                                            | 2e Spelen |
| Karin Brienesse                | zwemmen      | 100m vrije slag 4x100m vrije slag 4x100m wisselslag                                                | 3e Spelen |
| Erna Brinkman                  | volleybal    | team                                                                                               | 2e Spelen |
| Jacques Brinkman               | hockey       | team                                                                                               | 3e Spelen |
| Corrie de Bruin                | atletiek     | discuswerpen kogelstoten                                                                           | debutant  |
| Eric de Bruin                  | honkbal      | team                                                                                               | debutant  |
| Yvonne Brunen                  | wielrennen   | wegwedstrijd solo tijdrit                                                                          | debutant  |
| Arie van de Bunt               | waterpolo    | team                                                                                               | 2e Spelen |
| Peter Callenbach               | honkbal      | team                                                                                               | debutant  |
| Eline Coene                    | badminton    | dubbelspel                                                                                         | 2e Spelen |
| Kai Compagner                  | roeien       | dubbeltwee                                                                                         | 2e Spelen |
| Rob Cordemans                  | honkbal      | team                                                                                               | debutant  |
| Jeffrey Cranston               | honkbal      | team                                                                                               | debutant  |
| Maurits Crucq                  | hockey       | team                                                                                               | 2e Spelen |
| Erik Dekker                    | wielrennen   | wegwedstrijd wegtijdrit                                                                            | 2e Spelen |
| Marc Delissen                  | hockey       | team                                                                                               | 3e Spelen |
| Jeroen Delmee                  | hockey       | team                                                                                               | debutant  |
| Herbert Dercksen               | zeilen       | Tornado klasse                                                                                     | debutant  |
| Jeroen van Dijk                | badminton    | enkelspel                                                                                          | debutant  |
| Eddie Dix                      | honkbal      | team                                                                                               | debutant  |
| Hennie Dompeling               | schieten     | kleiduiven individueel                                                                             | 3e Spelen |
| Mijntje Donners                | hockey       | team                                                                                               | debutant  |
| Marcel Dost                    | atletiek     | tienkamp                                                                                           | debutant  |
| Meike van Driel                | roeien       | dubbelvier                                                                                         | debutant  |
| Jeroen Duyster                 | roeien       | Holland-acht                                                                                       | debutant  |
| Willemijn Duyster              | hockey       | team                                                                                               | debutant  |
| Denny Ebbers                   | judo         | klasse boven 95 kg.                                                                                | debutant  |
| Irene Eijs                     | roeien       | dubbeltwee dubbelvier                                                                              | 2e Spelen |
| Jacco Eltingh                  | tennis       | enkelspel dubbelspel                                                                               | debutant  |
| Michel Everaert                | volleybal    | stranddubbel                                                                                       | debutant  |
| Riëtte Fledderus               | volleybal    | team                                                                                               | debutant  |
| Jerine Fleurke                 | volleybal    | team                                                                                               | debutant  |
| Ronald Florijn                 | roeien       | Holland-Acht                                                                                       | 3e Spelen |
| Marlon Fluonia                 | honkbal      | team                                                                                               | debutant  |
| Jenny Gal                      | judo         | tot 61 kg                                                                                          | 2e Spelen |
| Jessica Gal                    | judo         | tot 56 kg                                                                                          | 2e Spelen |
| Pie Geelen                     | zwemmen      | 4x100m estafette                                                                                   | debutant  |
| Luciène Geels                  | softbal      | team                                                                                               | debutant  |
| Martijn van Geemen             | zeilen       | Mistral klasse (plankzeilen)                                                                       | debutant  |
| Carla Geurts                   | zwemmen      | 400m vrije slag 800m vrije slag> 4x200m vrije slag                                                 | debutant  |
| Mike van de Goor               | volleybal    | team                                                                                               | debutant  |
| Bas van de Goor                | volleybal    | team                                                                                               | debutant  |
| Jacqueline Goormachtigh        | atletiek     | discuswerpen                                                                                       | debutant  |
| Rob Grabert                    | volleybal    | team                                                                                               | 2e Spelen |
| Gert de Groot                  | waterpolo    | team                                                                                               | debutant  |
| Anky van Grunsven              | paardensport | dressuur                                                                                           | 3e Spelen |
| Guido Görtzen                  | volleybal    | team                                                                                               | debutant  |
| Paul Haarhuis                  | tennis       | enkelspel dubbelspel                                                                               | 2e Spelen |
| Dirk Jan van Hameren           | wielrennen   | 1000m tijdrit                                                                                      | 2e Spelen |
| Ingrid Haringa                 | wielrennen   | wegwedstrijd 1 km sprint puntenkoers                                                               | 3e Spelen |
| Arno Havenga                   | waterpolo    | team                                                                                               | debutant  |
| Jacqueline de Heer             | softbal      | team                                                                                               | debutant  |
| Stella de Heij                 | hockey       | team                                                                                               | debutant  |
| Roy Heiner                     | zeilen       | Finnjol klasse (monotype)                                                                          | 3e Spelen |
| Danny Heister                  | tafeltennis  | dubbelspel                                                                                         | debutant  |
| Henk-Jan Held                  | volleybal    | team                                                                                               | 2e Spelen |
| Emile Hendrix                  | paardensport | springconcours individueel springconcours team                                                     | debutant  |
| Frank Hettinga                 | zeilen       | vloot                                                                                              | debutant  |
| Erica van den Heuvel-van Dijck | badminton    | dubbel gemengd dubbel                                                                              | 2e Spelen |
| Tim Hoeijmans                  | zwemmen      | 4x200m vrije slag                                                                                  | debutant  |
| Evert-Jan 't Hoen              | honkbal      | team                                                                                               | debutant  |
| Tristan Hoffman                | wielrennen   | wegwedstrijd                                                                                       | debutant  |
| Noor Holsboer                  | honkbal      | team                                                                                               | 3e Spelen |
| Taco van den Honert            | hockey       | team                                                                                               | 3e Spelen |
| Pieter van den Hoogenband      | zwemmen      | 50m vrije slag 100m vrije slag 200m vrije slag 4x100m estafette 4x200m estafette 4x100m wisselslag | debutant  |
| Mirjam Hooman-Kloppenburg      | tafeltennis  | enkelspel                                                                                          | 3e Spelen |
| Mark Huizinga                  | judo         | tot 86 kg                                                                                          | debutant  |
| Koos Issard                    | waterpolo    | team                                                                                               | 2e Spelen |
| Sjors van Iwaarden             | roeien       | dubbeltwee                                                                                         | 2e Spelen |
| Sharon Jaklofsky               | atletiek     | verspringen                                                                                        | debutant  |
| Eelco Jansen                   | honkbal      | team                                                                                               | debutant  |
| Ronald Jansen                  | hockey       | team                                                                                               | 2e Spelen |
| Erik Jazet                     | hockey       | team                                                                                               | debutant  |
| Bas de Jong                    | waterpolo    | team                                                                                               | debutant  |
| Marjolein de Jong              | softbal      | team                                                                                               | debutant  |
| Marjolein de Jong              | volleybal    | team                                                                                               | 2e Spelen |
| Rita de Jong                   | roeien       | Holland-acht                                                                                       | 2e Spelen |
| Stella Jongmans                | atletiek     | 800m                                                                                               | 2e Spelen |
| Marcel Joost                   | honkbal      | team                                                                                               | debutant  |
| Serge Kats                     | zeilen       | Laser klasse                                                                                       | debutant  |
| Gerdie Keen                    | tafeltennis  | enkelspel                                                                                          | debutant  |
| Trinko Keen                    | tafeltennis  | enkelspel                                                                                          | debutant  |
| Adonis Kemp                    | honkbal      | team                                                                                               | debutant  |
| Fleur van de Kieft             | hockey       | team                                                                                               | debutant  |
| Karin Kienhuis                 | judo         | tot 72 kg                                                                                          | debutant  |
| Patrick Klas                   | judo         | tot 78 kg                                                                                          | debutant  |
| Leo Klein Gebbink              | hockey       | team                                                                                               | 2e Spelen |
| Tessa Knaven                   | roeien       | Holland-acht                                                                                       | debutant  |
| Jacqueline Knol                | softbal      | team                                                                                               | debutant  |
| Marko Koers                    | atletiek     | 1500m                                                                                              | 2e Spelen |
| Astrid van Koert               | roeien       | Holland-acht                                                                                       | debutant  |
| Geoffrey Kohl                  | honkbal      | team                                                                                               | debutant  |
| Niels van der Kolk             | waterpolo    | team                                                                                               | debutant  |
| Saskia Kooijmans-van Hintum    | volleybal    | team                                                                                               | debutant  |
| Nicky Koolen                   | hockey       | team                                                                                               | debutant  |
| Anita Kossen                   | softbal      | team                                                                                               | debutant  |
| Ben Kouwenhoven                | zeilen       | 470 klasse                                                                                         | 2e Spelen |
| Jan Kouwenhoven                | zeilen       | 470 klasse                                                                                         | 2e Spelen |
| Marcel Kruijt                  | honkbal      | team                                                                                               | debutant  |
| Benno Kuipers                  | zwemmen      | 100m schoolslag 4x100m wisselslag                                                                  | debutant  |
| Ellen Kuipers                  | hockey       | team                                                                                               | debutant  |
| Marco Kunz                     | waterpolo    | team                                                                                               | debutant  |
| Jos Lansink                    | paardensport | springconcours individueel springconcours team                                                     | 3e Spelen |
| Misha Latuhihin                | volleybal    | team                                                                                               | debutant  |
| Marrit Leenstra                | volleybal    | dubbel beachvolley                                                                                 | debutant  |
| Elles Leferink                 | volleybal    | team                                                                                               | debutant  |
| Jeannette Lewin                | hockey       | team                                                                                               | 2e Spelen |
| Maarten van der Linden         | roeien       | lichte dubbeltwee                                                                                  | debutant  |
| Joris Loefs                    | roeien       | dubbelvier                                                                                         | debutant  |
| Bram Lomans                    | hockey       | team                                                                                               | debutant  |
| Laurens Looije                 | atletiek     | polsstokhoogspringen                                                                               | debutant  |
| Koos Maasdijk                  | roeien       | Holland-acht                                                                                       | 2e Spelen |
| Irena Machovcak                | volleybal    | team                                                                                               | 2e Spelen |
| Sander van der Marck           | roeien       | dubbelvier                                                                                         | debutant  |
| André van Maris                | honkbal      | team                                                                                               | debutant  |
| Edsel Martis                   | honkbal      | team                                                                                               | debutant  |
| Manon Masseurs                 | zwemmen      | 100m vrije slag                                                                                    | debutant  |
| Margriet Matthijsse            | zeilen       | Finnjol klasse (monotype)                                                                          | debutant  |
| Harry van der Meer             | waterpolo    | team                                                                                               | 2e Spelen |
| Tycho van Meer                 | hockey       | team                                                                                               | debutant  |
| Elien Meijer                   | roeien       | twee zonder stuurvrouw                                                                             | debutant  |
| Tamara Meijer                  | judo         | tot 48 kg                                                                                          | debutant  |
| Ellen Meliesie                 | roeien       | lichte dubbeltwee                                                                                  | debutant  |
| Anouk Mels                     | softbal      | team                                                                                               | debutant  |
| Olof van der Meulen            | volleybal    | team                                                                                               | 2e Spelen |
| Ron Michels                    | badminton    | enkelspel gemengd dubbel                                                                           | debutant  |
| Adri Middag                    | roeien       | dubbelvier                                                                                         | debutant  |
| Marianne Muis                  | zwemmen      | 50m vrije slag 4x100m vrije slag                                                                   | 3e Spelen |
| Sander Mulder                  | volleybal    | strand dubbel                                                                                      | debutant  |
| Paul Nanne                     | honkbal      | team                                                                                               | debutant  |
| Tom Nanne                      | honkbal      | team                                                                                               | debutant  |
| Danny Nelissen                 | wielrennen   | wegwedstrijd                                                                                       | debutant  |
| Eeke van Nes                   | roeien       | dubbeltwee dubbelvier                                                                              | debutant  |
| Hans Nieuwenburg               | waterpolo    | team                                                                                               | 2e Spelen |
| Sandra Nieuwveen               | softbal      | team                                                                                               | debutant  |
| Penny le Noble                 | softbal      | team                                                                                               | debutant  |
| Teun de Nooijer                | hockey       | team                                                                                               | debutant  |
| Emily Noor                     | tafeltennis  | dubbelspel                                                                                         | debutant  |
| Corrine Ockhuijsen             | softbal      | team                                                                                               | debutant  |
| Sonja Pannen                   | softbal      | team                                                                                               | debutant  |
| Wouter van Pelt                | hockey       | team                                                                                               | 2e Spelen |
| Nelleke Penninx                | roeien       | dubbelvier                                                                                         | debutant  |
| Peter Pieters                  | wielrennen   | puntenkoers achtervolging                                                                          | debutant  |
| Suzanne Plesman                | hockey       | team                                                                                               | debutant  |
| Jan Posthuma                   | volleybal    | team                                                                                               | 3e Spelen |
| Angela Postma                  | zwemmen      | 50m vrije slag                                                                                     | debutant  |
| Gerhard Potma                  | zeilen       | Soling klasse                                                                                      | 2e Spelen |
| Willem Potma                   | zeilen       | vloot                                                                                              | 2e Spelen |
| Marlies van der Putten         | softbal      | team                                                                                               | debutant  |
| Gonny Reijnen                  | softbal      | team                                                                                               | debutant  |
| Michael Reys                   | kanovaren    | kajak                                                                                              | 2e Spelen |
| Nico Rienks                    | roeien       | Holland-acht                                                                                       | 4e Spelen |
| Wilma van Rijn-van Hofwegen    | zwemmen      | 4x100m vrije slag 4x100m wisselslag                                                                | debutant  |
| Brecht Rodenburg               | volleybal    | team                                                                                               | debutant  |
| Bert Romp                      | paardensport | springconcours individueel springconcours team                                                     | 2e Spelen |
| Elsbeth van Rooy-Vink          | wielrennen   | wegwedstrijd mountainbike                                                                          | debutant  |
| Jack Rosendaal                 | atletiek     | tienkamp                                                                                           | debutant  |
| Sven Rothenberger              | paardensport | dressuur                                                                                           | debutant  |
| Gonnelien Rothenberger-Gordijn | paardensport | dressuur                                                                                           | debutant  |
| Richard Rozendaal              | wielrennen   | ploegachtervolging                                                                                 | debutant  |
| Wietske de Ruiter              | hockey       | team                                                                                               | 2e Spelen |
| Peter Schep                    | wielrennen   | ploegachtervolging                                                                                 | debutant  |
| Muriel van Schilfgaarde        | roeien       | Holland-acht                                                                                       | debutant  |
| Debora Schoon-Kadijk           | volleybal    | beachvolley dubbel                                                                                 | debutant  |
| Richard Schuil                 | volleybal    | team                                                                                               | debutant  |
| Brenda Schultz-McCarthy        | tennis       | enkelspel dubbelspel                                                                               | 2e Spelen |
| Anne van Schuppen              | atletiek     | marathon                                                                                           | debutant  |
| Angelique Seriese              | judo         | boven 72 kg.                                                                                       | debutant  |
| Jan Siemerink                  | tennis       | enkelspel                                                                                          | 2e Spelen |
| Diederik Simon                 | roeien       | Holland-acht                                                                                       | debutant  |
| Frits Sins                     | kanovaren    | kajak                                                                                              | 2e Spelen |
| Robert Slippens                | wielrennen   | ploegachtervolging                                                                                 | debutant  |
| Minouche Smit                  | zwemmen      | 4x100m vrije slag 4x200m vrije slag                                                                | debutant  |
| Joris van Soerland             | badminton    | enkelspel                                                                                          | debutant  |
| Ben Sonnemans                  | judo         | tot 95 kg                                                                                          | debutant  |
| Martin van der Spoel           | zwemmen      | 200m wisselslag 4x100m estafette 4x200m estafette vrije slag 4x100m wisselslag                     | debutant  |
| Brenda Starink                 | zwemmen      | 4x100m wisselslag                                                                                  | debutant  |
| Florentine Steenberghe         | hockey       | team                                                                                               | 2e Spelen |
| Niels van Steenis              | roeien       | Holland-acht                                                                                       | debutant  |
| Martine Stiemer                | softbal      | team                                                                                               | debutant  |
| Joeri Stoffels                 | waterpolo    | team                                                                                               | debutant  |
| Patricia Stokkers              | zwemmen      | 4x200m vrije slag                                                                                  | debutant  |
| Eric Swinkels                  | schieten     | kleiduivenschieten                                                                                 | 6e Spelen |
| Margje Teeuwen                 | hockey       | team                                                                                               | debutant  |
| Ron van Teylingen              | zeilen       | Tornado klasse                                                                                     | 2e Spelen |
| Carole Thate                   | hockey       | team                                                                                               | 2e Spelen |
| Claudia van Thiel              | volleybal    | team                                                                                               | debutant  |
| Jan Tops                       | paardensport | springconcours individueel springconcours team                                                     | 3e Spelen |
| Jacqueline Toxopeus            | hockey       | team                                                                                               | 2e Spelen |
| Eelco Uri                      | waterpolo    | team                                                                                               | debutant  |
| Stephan Veen                   | hockey       | team                                                                                               | 2e Spelen |
| Mark Veens                     | zwemmen      | 4x100m estafette                                                                                   | debutant  |
| Marleen van der Velden         | roeien       | Holland-acht                                                                                       | debutant  |
| Lisette van de Ven             | volleybal    | beachvolley dubbel team                                                                            | debutant  |
| Anneke Venema                  | roeien       | twee zonder stuurvrouw                                                                             | debutant  |
| Laurien Vermulst               | roeien       | lichte dubbeltwee                                                                                  | 2e Spelen |
| Christel Verstegen             | boogschieten | individueel                                                                                        | 2e Spelen |
| Aart Vierhouten                | wielrennen   | wegwedstrijd                                                                                       | debutant  |
| Ingrid Visser                  | volleybal    | team                                                                                               | debutant  |
| Bert van Vlaanderen            | atletiek     | marathon                                                                                           | 2e Spelen |
| Kirsten Vlieghuis              | zwemmen      | 400m vrije slag 800m vrije slag 4x200m vrije slag                                                  | debutant  |
| Guus Vogels                    | hockey       | team                                                                                               | debutant  |
| Dorien de Vries                | zeilen       | Mistral klasse (plankzeilen)                                                                       | 2e Spelen |
| Wyco de Vries                  | waterpolo    | team                                                                                               | debutant  |
| Bettine Vriesekoop             | tafeltennis  | solo                                                                                               | 3e Spelen |
| Byron Ward                     | honkbal      | team                                                                                               | debutant  |
| Henriëtte Weersing             | volleybal    | team                                                                                               | 2e Spelen |
| Marieke Westerhof              | roeien       | Holland-acht                                                                                       | debutant  |
| Suzan van der Wielen           | hockey       | team                                                                                               | debutant  |
| Remco van Wijk                 | hockey       | team                                                                                               | debutant  |
| Jissy de Wolf                  | roeien       | Holland-acht                                                                                       | debutant  |
| Marcel Wouda                   | zwemmen      | 200m wisselslag 400m wisselslag 4x200m estafette                                                   | 2e Spelen |
| Danny Wout                     | honkbal      | team                                                                                               | debutant  |
| Mark van der Zijden            | zwemmen      | 4x200m estafette                                                                                   | debutant  |
| Niels van der Zwan             | roeien       | Holland-acht                                                                                       | 2e Spelen |
| Ron Zwerver                    | volleybal    | team                                                                                               | 3e Spelen |
| Claudia Zwiers                 | judo         | tot 66 kg                                                                                          | debutant  |
| Henk-Jan Zwolle                | roeien       | Holland-acht                                                                                       | 3e Spelen |